# Marcel Glăvan
Marcel Glăvan (* 9. März 1975 in Drăgușeni) ist ein ehemaliger rumänischer Kanute.

## Erfolge
Marcel Glăvan startete bei den Olympischen Spielen 1996 in Atlanta im Zweier-Canadier auf der 1000-Meter-Strecke. Sein Partner war dabei Antonel Borșan. Sie gewannen ihren Vorlauf mit über 2,3 Sekunden Vorsprung auf die Ungarn György Kolonics und Csaba Horváth, womit sie sich direkt für den Endlauf qualifizierten. Im Finale überquerten sie nach 3:32,294 Minuten als Zweite die Ziellinie und setzten sich dabei erneut gegen Kolonics und Horváth durch, die dieses Mal 22 Hundertstelsekunden nach Glăvan und Borșan das Ziel erreichten. Hinter den Olympiasiegern Andreas Dittmer und Gunar Kirchbach, die 0,4 Sekunden schneller als die beiden Rumänen waren, erhielten sie die Silbermedaille.
Bei Weltmeisterschaften gelangen Glăvan 1994 in Mexiko-Stadt seine ersten Medaillengewinne. Im Vierer-Canadier sicherte er sich jeweils die Silbermedaille über 500 und über 1000 Meter. Ein Jahr darauf wiederholte er in Duisburg das Resultat auf der 500-Meter-Strecke, während er im Vierer-Canadier über 1000 Meter erstmals Weltmeister wurde. Darüber hinaus wurde er mit Antonel Borșan auch im Zweier-Canadier über 1000 Meter Zweiter. Bei den Weltmeisterschaften 1997 in Dartmouth wurde er im Vierer-Canadier erneut über 1000 Meter Weltmeister und über 500 Meter Vizeweltmeister.
Bei den Europameisterschaften 1997 in Plowdiw belegte Glăvan im Zweier-Canadier mit Antonel Borșan über 1000 Meter ebenso den zweiten Platz wie im Vierer-Canadier über 500 Meter. Auf der 1000-Meter-Strecke wurde er dagegen im Vierer-Canadier Europameister.